# Trypethelium aeneum
Trypethelium aeneum är en lavart som först beskrevs av Eschw., och fick sitt nu gällande namn av Alexander Zahlbruckner. Trypethelium aeneum ingår i släktet Trypethelium och familjen Trypetheliaceae.   Inga underarter finns listade i Catalogue of Life.